# Zwykły dzień
Zwykły dzień – dwunasty singel w dorobku zespołu Myslovitz (czwarty i ostatni z płyty Z rozmyślań przy śniadaniu), wydany w maju 1998.
| 1. | "Zwykły dzień" radio edit            | 2:15  |
|    |                                      |       |
| 2. | "Margaret" live                      | 4:14  |
|    |                                      |       |
| 3. | "Scenariusz dla moich sąsiadów" live | 3:15  |
|    |                                      |       |
| 4. | "To nie był film"                    | 3:20  |
|    |                                      |       |
| 5. | "Zwykły dzień"                       | 3:10  |
|    |                                      |       |
|    |                                      | 16:14 |
|    |                                      |       |